# 尼古拉·亚诺维奇
尼古拉·亚诺维奇（羅馬化：Nikola Janović，1980年3月22日—），黑山男子水球运动员。他曾代表黑山国家队参加2008年和2012年夏季奥林匹克运动会水球比赛，均获得第四名。